# Hande Kaderová
Hande Kaderová (nepřechýleně Kader; 1993 Şanlıurfa, Turecko – 23. srpna 2016 Istanbul) byla turecká transsexuální aktivistka a vůdčí osobnost turecké LGBT komunity. Do povědomí se dostala na Istanbul Pride v roce 2015, když se postavila státní policii, která akci rozháněla vodními děly, pepřovými spreji a gumovými projektily. V srpnu 2016 byla unesena a její tělo bylo nalezeno upálené. Pachatelé zůstali neznámí a vražda dosud nebyla objasněna.